# Mads Pedersen (ciclista)
Mads Pedersen (Lejre, 18 dicembre 1995) è un ciclista su strada danese che corre per il team Lidl-Trek.
Professionista dal 2015, nel 2019 si è laureato campione del mondo in linea nello Yorkshire; rientra inoltre nella ristretta cerchia di vincitori di tappa in tutti e tre i grandi Giri: ne vanta infatti cinque al Giro d'Italia (dove ha conquistato la classifica a punti nel 2025), due al Tour de France e tre alla Vuelta a España (dove ha fatto sua la classifica a punti nel 2022).

## Carriera

### Gli esordi e i primi anni da professionista
Attivo tra gli Juniores nel biennio 2012-2013 con il Team Roskilde, è protagonista a livello internazionale con vittorie in corse valide per la Coppa delle Nazioni di categoria: vince infatti Kroz Istru e Trofeo Karlsberg al primo anno, Parigi-Roubaix Juniors, Corsa della Pace Juniors e Trofeo Karlsberg al secondo. Sempre nel 2013 è medaglia d'argento nella prova in linea Juniores ai campionati del mondo di Firenze.
Nel 2014 debutta con la formazione Continental Cult Energy, squadra che diventa Professional l'anno dopo, e che nel 2016 va a formare la nuova Stölting Service Group, anch'essa formazione Professional. In questo triennio Pedersen si aggiudica tra le altre la Eschborn-Francoforte Under-23 nel 2014, una tappa al Tour de l'Avenir nel 2015, la Kattekoers, una tappa al Giro di Norvegia (gara di categoria 2.HC) e lo Fyen Rundt nel 2016.

### Dal 2017: il titolo mondiale e i piazzamenti nelle classiche
Nel 2017 debutta tra le file della Trek-Segafredo, squadra World Tour. In stagione partecipa al suo primo Giro d'Italia, si aggiudica quindi il titolo nazionale in linea, e infine, tra agosto e settembre, le classifiche finali del Tour du Poitou-Charentes e del Giro di Danimarca. Nel 2018 vince una frazione dell'Herald Sun Tour; si piazza quindi quinto alla Dwars door Vlaanderen e soprattutto secondo al Giro delle Fiandre, battuto dal solo Niki Terpstra, riconfermando le sue doti di corridore da classiche. Nel prosieguo di stagione vince il suo secondo Fyen Rundt, la cronometro del Giro di Danimarca e il Tour de l'Eurométropole.
Nella prima parte del 2019 non conferma i risultati della stagione precedente, non andando oltre un terzo posto in volata al Giro di Polonia. Il 22 settembre 2019 vince in solitaria il Grand Prix d'Isbergues; sette giorni dopo, nella rassegna svoltasi nello Yorkshire, si laurea a sorpresa campione del mondo in linea, battendo in una volata ristretta l'italiano Matteo Trentin e lo svizzero Stefan Küng.
Nel 2020, in una stagione segnata dai rinvii per la pandemia di COVID-19, ottiene il primo successo in maglia iridata solo ad agosto, in una tappa del Giro di Polonia; partecipa poi al Tour de France piazzandosi in vari arrivi veloci, come nella prima tappa, quando chiude secondo alle spalle di Alexander Kristoff, e nell'ultima, quando è battuto dal solo Sam Bennett sul traguardo degli Champs-Élysées. Dopo la Grande Boucle si aggiudica una tappa e la classifica a punti del BinckBank Tour, e infine, l'11 ottobre 2020, la Gand-Wevelgem al termine di una volata a quattro.

## Palmarès

### Strada
- 2012 (Roskilde Junior)

3ª tappa Kroz Istru (Orsera > Pola)
Classifica generale Kroz Istru
3ª tappa, 1ª semitappa Trofeo Karlsberg (Habkirchen > Reinheim, cronometro)
Classifica generale Trofeo Karlsberg
1ª tappa Sint-Martinusprijs Kontich (Waarloos > Waarloos, cronometro)
4ª tappa Sint-Martinusprijs Kontich (Kontich > Kontich)
Classifica generale Sint-Martinusprijs Kontich
- 2013 (Roskilde Junior)

3ª tappa Ster van Zuid-Limburg (Borlo > Borlo)
Parigi-Roubaix Juniors
2ª tappa, 1ª semitappa Corsa della Pace Juniores (Třebenice > Třebenice, cronometro)
4ª tappa Corsa della Pace Juniores (Terezín > Terezín)
Classifica generale Corsa della Pace Juniores
3ª tappa, 1ª semitappa Trofeo Karlsberg (Gersheim > Walsheim, cronometro)
3ª tappa, 2ª semitappa Trofeo Karlsberg (Homburg > Homburg)
4ª tappa Trofeo Karlsberg (Walsheim > Walsheim)
Classifica generale Trofeo Karlsberg
4ª tappa Sint-Martinusprijs Kontich (Kontich > Kontich)
2ª tappa, 2ª semitappa Aubel-Thimister-La Gleize (Thimister > Thimister)
4ª tappa Grand Prix Rüebliland (Brugg > Brugg)
4ª tappa Giro della Lunigiana (Ortonovo > Ortonovo)
- 2014 (Cult Energy Vital Water)

Eschborn-Francoforte Under-23
- 2015 (Cult Energy Pro Cycling)

3ª tappa ZLM Tour (Goes > Goes)
2ª tappa Tour de l'Avenir (Avallon > Arbois)
- 2016 (Stölting Service Group, due vittorie)

Kattekoers
3ª tappa Giro di Norvegia (Rjukan > Geilo)
Fyen Rundt
- 2017 (Trek-Segafredo, cinque vittorie)

Campionati danesi, Prova in linea
4ª tappa Tour du Poitou-Charentes (Mirebeau > Neuville-de-Poitou, cronometro)
Classifica generale Tour du Poitou-Charentes
3ª tappa Giro di Danimarca (Otterup > Vejle)
Classifica generale Giro di Danimarca
- 2018 (Trek-Segafredo, quattro vittorie)

2ª tappa Herald Sun Tour (Warrnambool > Ballarat)
Fyen Rundt
4ª tappa Giro di Danimarca (Nykøbing Falster > Nykøbing Falster, cronometro)
Tour de l'Eurométropole
- 2019 (Trek-Segafredo, due vittorie)

Grand Prix d'Isbergues
Campionati del mondo, Prova in linea
- 2020 (Trek-Segafredo, tre vittorie)

2ª tappa Giro di Polonia (Opole > Zabrze)
3ª tappa BinckBank Tour (Aalter > Aalter)
Gand-Wevelgem
- 2021 (Trek-Segafredo, tre vittorie)

Kuurne-Bruxelles-Kuurne
2ª tappa Giro di Danimarca (Ribe > Sønderborg)
3ª tappa Giro di Norvegia (Jørpeland > Jørpeland)
- 2022 (Trek-Segafredo, dieci vittorie)

1ª tappa Étoile de Bessèges (Bellegarde > Bellegarde)
3ª tappa Parigi-Nizza (Vierzon > Dun-le-Palestel)
1ª tappa Circuit de la Sarthe (Mamers > Mamers)
3ª tappa Circuit de la Sarthe (Sablé-sur-Sarthe > Sablé-sur-Sarthe)
Fyen Rundt
1ª tappa Giro del Belgio (Merelbeke > Maarkedal)
13ª tappa Tour de France (Le Bourg-d'Oisans > Saint-Étienne)
13ª tappa Vuelta a España (Ronda > Montilla)
16ª tappa Vuelta a España (Sanlúcar de Barrameda > Tomares)
19ª tappa Vuelta a España (Talavera de la Reina > Talavera de la Reina)
- 2023 (Trek-Segafredo/Lidl-Trek, sette vittorie)

5ª tappa Étoile de Bessèges (Alès > Alès, cronometro)
2ª tappa Parigi-Nizza (Bazainville > Fontainebleau)
6ª tappa Giro d'Italia (Napoli > Napoli)
8ª tappa Tour de France (Libourne > Limoges)
5ª tappa Giro di Danimarca (Helsingør > Helsingør, cronometro)
Classifica generale Giro di Danimarca
Classica di Amburgo
- 2024 (Lidl-Trek, dodici vittorie)

3ª tappa Étoile de Bessèges (Bessèges > Bessèges)
Classifica generale Étoile de Bessèges
Prologo Tour de la Provence (Marsiglia > Marsiglia, cronometro)
1ª tappa Tour de la Provence (Aix-en-Provence > Martigues)
2ª tappa Tour de la Provence (Forcalquier > Manosque)
Classifica generale Tour de la Provence
Gand-Wevelgem
1ª tappa Giro del Delfinato (Saint-Pourçain-sur-Sioule > Saint-Pourçain-sur-Sioule)
2ª tappa Giro di Germania (Heilbronn > Schwäbisch Gmünd)
4ª tappa Giro di Germania (Annweiler am Trifels > Saarbrücken)
Classifica generale Giro di Germania
2ª tappa Giro del Lussemburgo (Junglinster > Schifflange)
- 2025 (Lidl-Trek, tredici vittorie)

2ª tappa Tour de la Provence (Forcalquier > Manosque)
Classifica generale Tour de la Provence
6ª tappa Parigi-Nizza (Saint-Julien-en-Saint-Alban > Berre-l'Étang)
Gand-Wevelgem
1ª tappa Giro d'Italia (Durazzo > Tirana)
3ª tappa Giro d'Italia (Valona > Valona)
5ª tappa Giro d'Italia (Ceglie Messapica > Matera)
13ª tappa Giro d'Italia (Rovigo > Vicenza)
Campionati danesi, Prova a cronometro
1ª tappa Giro di Danimarca (Nexø > Rønne)
4ª tappa Giro di Danimarca (Svendborg > Vejle)
5ª tappa Giro di Danimarca (Hobro > Silkeborg)
Classifica generale Giro di Danimarca

#### Altri successi
- 2012 (Roskilde Junior)

Classifica giovani Kroz Istru
Classifica giovani Trofeo Karlsberg
3ª tappa, 1ª semitappa Sint-Martinusprijs Kontich (Kontich > Kontich, cronosquadre)
Classifica giovani Sint-Martinusprijs Kontich
Classifica a punti Sint-Martinusprijs Kontich
1ª tappa Regio-Tour (Hartheim am Rhein > Heitersheim, cronosquadre)
- 2013 (Roskilde Junior)

Classifica a punti Ster van Zuid-Limburg
Classifica scalatori Ster van Zuid-Limburg
Classifica a punti Corsa della Pace Juniores
3ª tappa, 1ª semitappa Sint-Martinusprijs Kontich (Kontich > Kontich, cronosquadre)
Classifica scalatori Aubel-Thimister-La Gleize
- 2015 (Cult Energy Pro Cycling)

2ª tappa ZLM Tour (Kamperland > Kamperland, cronosquadre)
- 2016 (Stölting Service Group)

Classifica giovani Driedaagse De Panne-Koksijde
Classifica scalatori Giro di Norvegia
Ordrup CC Gadeløb
- 2017 (Trek-Segafredo)

Tour de Charlottenlund
Classifica giovani Tour du Poitou-Charentes
Classifica sprint intermedi Tour du Poitou-Charentes
Classifica giovani Giro di Danimarca
Classifica a punti Giro di Danimarca
- 2020 (Trek-Segafredo)

Classifica a punti BinckBank Tour
- 2021 (Trek-Segafredo)

Classifica a punti Giro di Danimarca
Tour de Charlottenlund
- 2022 (Trek-Segafredo)

Classifica a punti Étoile de Bessèges
Classifica a punti Circuit de la Sarthe
Classifica a punti Giro del Belgio
Tour de Charlottenlund
Classifica a punti Vuelta a España
- 2023 (Lidl-Trek)

Hadsten Gadeløb
Classifica a punti Giro di Danimarca
- 2024 (Lidl-Trek)

Classifica a punti Étoile de Bessèges
Classifica a punti Tour de la Provence
Herning City Gadeløbet
- 2025 (Lidl-Trek)

Classifica a punti Tour de la Provence
Classifica a punti Parigi-Nizza
Classifica a punti Giro d'Italia
Classifica a punti Giro di Danimarca

## Piazzamenti

### Grandi Giri
- Giro d'Italia

2017: 138º
2018: 140º
2023: non partito (13ª tappa)
2025: 90º
- Tour de France

2020: 124º
2021: 137º
2022: 98º
2023: 105º
2024: non partito (8ª tappa)
- Vuelta a España

2022: 101º

### Classiche monumento
- Milano-Sanremo

2022: 6º
2023: 6º
2024: 4º
2025: 7º
- Giro delle Fiandre

2018: 2º
2019: ritirato
2020: 59º
2021: ritirato
2022: 8º
2023: 3º
2024: 22º
2025: 2º
- Parigi-Roubaix

2017: 95º
2018: 71º
2019: 51º
2021: ritirato
2022: ritirato
2023: 4º
2024: 3º
2025: 3º
- Liegi-Bastogne-Liegi

2020: ritirato

### Competizioni mondiali
- Campionati del mondo

Limburgo 2012 - In linea Juniores: 75º
Toscana 2013 - In linea Juniores: 2º
Ponferrada 2014 - In linea Under-23: ritirato
Doha 2016 - Cronometro Under-23: 17º
Doha 2016 - In linea Under-23: 11º
Bergen 2017 - In linea Elite: ritirato
Yorkshire 2019 - In linea Elite: vincitore
Fiandre 2021 - In linea Elite: ritirato
Glasgow 2023 - In linea Elite: 4º
Zurigo 2024 - In linea Elite: 13º
- UCI World Tour/UCI World Ranking

UCI World Ranking 2015: 348º
UCI World Ranking 2016: 272º
UCI World Tour 2017: 406º
UCI World Ranking 2017: 145º
UCI World Tour 2018: 72º
UCI World Ranking 2018: 68º
UCI World Ranking 2019: 93º
UCI World Ranking 2020: 31º
UCI World Ranking 2021: 75º
UCI World Ranking 2022: 20º
UCI World Ranking 2023: 6º
UCI World Ranking 2024: 12º
- Giochi olimpici

Parigi 2024 - In linea: 20º

### Competizioni europee
- Campionati europei

Goes 2012 - In linea Juniores: ritirato
Olomouc 2013 - In linea Juniores: 30º
Glasgow 2018 - In linea Elite: ritirato
Alkmaar 2019 - In linea Elite: 24º
Monaco di Baviera 2022 - In linea Elite: 10º
Drenthe 2023 - In linea Elite: 7º
Limburgo 2024 - In linea Elite: 6º